# Тюдрала
Тюдрала (алт. Jодролу) — село в Усть-Канском районе Республики Алтай России. Входит в состав Талицкого сельского поселения.

## География
Расположено в горно-степной зоне западной части Республики Алтай и находится у реки Чарыш, вблизи впадения её притоков: р. Кедровка и р. Малый Швей.
Уличная сеть состоит из трёх географических объектов: ул. Мира, ул. Чарышская и ул. Юбилейная.
Абсолютная высота 842 метра выше уровня моря.

## Население
| 2010 | 2011 | 2012 | 2013 | 2014 | 2015 |
| ---- | ---- | ---- | ---- | ---- | ---- |
| 332  | ↘331 | ↘317 | ↘300 | ↘298 | ↗302 |
| 2016 |      |      |      |      |      |
| ↘289 |      |      |      |      |      |

Национальный состав
Согласно результатам переписи 2002 года, в национальной структуре населения алтайцы составляли 73 %, русские 26 % от общей численности населения в 389 жителей

## Инфраструктура
Личное подсобное хозяйство. Животноводство.

## Транспорт
Находится на автодороге регионального значения «Усть-Кан — Коргон» (идентификационный номер 84К-109) (Постановление Правительства Республики Алтай от 12.04.2018 N 107 «Об утверждении Перечня автомобильных дорог общего пользования регионального значения Республики Алтай и признании утратившими силу некоторых постановлений Правительства Республики Алтай»).
Просёлочные дороги.